# Alfred Louis Woelffel
Alfred Louis Woelffel (Pierrefontaine-lès-Blamont, 23 décembre 1873 - Héricourt, 1er août 1929) est un officier et explorateur français.

## Biographie
Élève de Saint-Cyr (1893-1895), il en sort Lieutenant dans l'Infanterie de Marine et part en Afrique occidentale en 1896. En 1898, il participe à la capture de Samory (29 septembre 1898) puis est chargé d'explorer les confins du Soudan et de la Côte d'Ivoire et doit reconnaître une route entre Beyla et le Golfe de Guinée. 
Le 18 février 1899, à partir de Siguiri, il rejoint Beyla (19 mars) où il s'adjoint Georges Mangin. Le 24 juillet, les deux hommes fondent le poste de Nouantogloui mais, Mangin ayant été blessé dans une embuscade, Woelffel décide de joindre la mission Hostains, ce qui a lieu en décembre. 
La mission Woelffel-Mangin a permis de reconnaître la zone de partage des eaux entre les bassins du Niger et les fleuves côtiers, d'étudier les massifs du Nimba et du Zélékouma dont l'altitude est alors évaluée à plus de trois mille mètres, et de confirmer les hypothèses de Paul Blondiaux qui font de la Férédougouba un affluent de la Sassandra et non du Bandama. 
Woelffel sert ensuite au Tonkin (1902-1905) puis au Sénégal (1911-1912) avant de quitter l'armée (1912) pour devenir administrateur colonial en Côte d'Ivoire et au Togo qu'il quitte en 1922. 
Vivant ensuite à Héricourt dont il devient président du Cercle d'Héricourt, il y épouse Lucy-Alise Girardez et en a deux enfants, Georges-Louis et Alise-Suzanne.

## Distinctions
Ces informations sont extraite de l’ouvrage Qui êtes-vous ? – Annuaire des contemporains – Notices biographiques, publié à Paris en 1924, p. 776
- Officier de la Légion d'honneur
- Officier de l'Étoile noire du Bénin
- Commander of the British Empire
- Croix de guerre et la Médaille coloniale (agrafes Sénégal et Soudan, Côte d'Ivoire, A. O. F.)
- Médaille d'or du prix Léon Dewez de la Société de Géographie pour ses travaux sur l’Afrique.

## Travaux
- Itinéraire et fragments de notes de la mission Woelffel aux confins de la Guinée et de la Côte-d'Ivoire, 1898-1900, 1897
- Carte des opérations en Côte d'Ivoire (1/1 000 000, Bulletin du Comité de l'Afrique française, décembre 1899